# Animalismo
Animalismo è un termine con cui si definisce la posizione – e la corrispondente attività – di chi ritiene che vada accresciuta la tutela giuridica ed etica nei confronti delle specie animali differenti dall'uomo.

## Animalismo e diritti animali
Il termine è di recente conio: prima degli anni ottanta, nei vocabolari di lingua italiana, alla voce "animalista" si leggeva soltanto «chi dipinge e scolpisce soggetti animali». Ma già dagli anni settanta il termine aveva assunto un significato più rivolto al rapporto uomo/animali.
Il significato attuale, ancorché non completamente definito, è quello di un generale atteggiamento e comportamento a difesa degli animali e dei loro diritti rispetto ai comportamenti umani diretti e indiretti (caccia, sperimentazione animale, allevamento per la produzione di carne, pesce e derivati, uccisione per ricavarne la pelliccia, impiego nei circhi, ecc.; ma anche il generale intervento sull'ambiente e sull'ecosistema che può provocare danni agli animali).

### Antispecismo
I movimenti animalisti più radicali richiedono l'adesione ad un insieme di teorie ed atteggiamenti volti ad ottenere il riconoscimento degli obblighi morali di ogni essere umano nei confronti degli animali ed il superamento dello specismo (cioè della convinzione che le regole etiche si applichino solo all'uomo e non alle altre specie).
Il libro Liberazione animale fu la pietra miliare dell'animalismo anti-specista, rappresentando una denuncia al «razzismo di specie» ed un appello contro le sofferenze patite dagli animali nelle industrie cosmetiche, farmaceutiche ed alimentari, da cui il vegetarianismo inteso come «il passo più concreto ed efficace che si può compiere per porre fine tanto all'inflizione di sofferenze agli animali non umani, quanto alla loro uccisione».
Secondo la visione antispecista-nonviolenta (per alcuni biocentrica o gaiana), sarebbe richiesto, oltre all'attività individuale, un impegno concreto e profondo in ambiti collettivi per contrastare sistematicamente le attività connesse allo sfruttamento animale. Oltre pertanto a proporre un'alimentazione vegetariana (o vegana) e l'uso di capi di abbigliamento che non richiedano l'uccisione di animali, sempre più spesso questa sensibilità alla sofferenza, alla violenza ed alla sostenibilità viene estesa a tutti i prodotti di consumo attraverso il commercio equo e solidale, investimenti attraverso la finanza etica, all'uso ecologico dei mezzi di trasporto, alla scelta delle vacanze (boicottaggio di regimi o di pratiche violente nei confronti degli animali), e così via, in un'ottica volta ad orientare ogni scelta verso l'alternativa meno violenta per uomini, animali ed ambiente.